# Armigeres baisasi
Armigeres baisasi är en tvåvingeart som beskrevs av Stone och Thurman 1958. Armigeres baisasi ingår i släktet Armigeres och familjen stickmyggor.
Artens utbredningsområde är Filippinerna. Inga underarter finns listade i Catalogue of Life.